# Asota kinabaluensis
Asota kinabaluensis är en fjärilsart som beskrevs av Rothschild 1896. Asota kinabaluensis ingår i släktet Asota och familjen nattflyn. Inga underarter finns listade i Catalogue of Life.